# Alpama
O alpama é um animal híbrido resultante do cruzamento de um lhama com uma alpaca. Suas características físicas são intermediárias às dos genitores.